# Hortipes hyakutake
Hortipes hyakutake là một loài nhện trong họ Corinnidae.
Loài này thuộc chi Hortipes. Hortipes hyakutake được miêu tả năm 2000 bởi Bosselaers & Rudy Jocqué.